# Ole Bischof
Ole Bischof (Reutlingen, 27 augustus 1979) is een voormalig Duits judoka. Bischof behaalde zijn olympische gouden medaille tijdens Olympische Zomerspelen 2008 met als bondscoach aan de tatami de voormalig olympisch kampioen Frank Wieneke. Vier jaar later won Bischof de zilveren olympische medaille. Bischofs beste resultaat op de wereldkampioenschappen was de bronzen medaille in 2009. Op de Europese kampioenschappen behaalde Bischof een gouden, zilveren en een bronzen medaille. In september 2012 kondigde hij zijn afscheid als wedstrijdjudoka aan.

## Resultaten
- Europese kampioenschappen judo 2004 in Boekarest  in het halfmiddengewicht
- Europese kampioenschappen judo 2005 in Rotterdam  in het halfmiddengewicht
- Olympische Zomerspelen 2008 in Peking  in het halfmiddengewicht
- Wereldkampioenschappen judo 2009 in Rotterdam  in het halfmiddengewicht
- Europese kampioenschappen judo 2011 in Istanboel  in het halfmiddengewicht
- Olympische Zomerspelen 2012 in Londen  in het halfmiddengewicht

1972: Toyokazu Nomura ·
1976: Vladimir Nevzorov ·
1980: Sjota Chabareli ·
1984: Frank Wieneke ·
1988: Waldemar Legień ·
1992: Hidehiko Yoshida ·
1996: Djamel Bouras ·
2000: Makoto Takimoto ·
2004: Ilias Iliadis ·
2008: Ole Bischof · 
2012: Kim Jae-bum · 
2016: Chasan Chalmoerzajev · 
2020: Takanori Nagase · 
2024: Takanori Nagase